# Madame X (film, 2021)
Pour plus de détails, voir Fiche technique et Distribution.
Madame X est un film documentaire, sorti en 2021 et retraçant la tournée Madame X de la chanteuse Madonna.
Écrit et produit par Madonna elle-même, le film fût tourné en janvier 2020, alors qu’elle donnait ses concerts au LisbonneColiseu dos Recreios de Lisbonne, au Portugal.
Le film est réalisé par Ricardo Gomes et SKNX (composé de Sasha Kasiuha et Nuno Xico).
La première officielle du film eût lieu le 23 septembre 2021 au Paradise Club au sommet de l’hôtel Times Square Edition de New York,.
Il sort le 8 octobre 2021 sur Paramount+, et MTV dans les régions où Paramount+ n’est pas disponible.
Un album live d’accompagnement est sorti le même jour que le film.

## Production
Madonna sort son quatorzième album studio Madame X, en 2019, alors qu’elle vivait à Lisbonne, au Portugal. Son inspiration pour écrire l’album, lui fût venue après avoir été fréquemment invitée à des « sessions de salon » avec des musiciens locaux jouant de la musique de fado, de morna et de samba.
Elle amène également ces mêmes musiciens sur la scène du Madame X Tour, une tournée de concerts entièrement théâtrale pour promouvoir l’album.
La tournée se produisit dans dix villes d’Amérique du Nord et d’Europe, entre le 17 septembre 2019 et le 8 mars 2020, rapportant 51,4 millions de dollars en ventes de billets.
Le 12 janvier 2020, la société de services de production Krypton International, basée à Lisbonne, publie via son compte Instagram, une photo d’un « All Stage Access Pass » pour la soirée de la tournée de Lisbonne ce jour-là, suivie de l’information qu’ils tournaient et enregistraient ce concert.
En février 2021, après des mois de taquinerie sur le processus de montage depuis son domicile, Madonna « re-tourne » des éléments spécifiques de la série pour le film. Le 14 avril 2021, elle publie sur son compte Facebook officiel qu’une projection privée de Madame X eût lieu dans un théâtre de 500 places.

## Version
Le film fût projeté lors de trois projections exclusives, le 8 octobre au Grand Rex à Paris, le 9 octobre au« NiteOwl Drive-In » à Miami et le 10 octobre au Chinese Theatre à Los Angeles.
Le 8 octobre 2021, Madonna est apparue lors du Tonight Show Starring Jimmy Fallon pour promouvoir le film.
Elle fait quelques jours plus tard, une performance surprise à Harlem en interprétant « Dark Ballet », « Crazy », « Sodade » et « La Isla Bonita » au « Red Rooster », pour juste après marcher dans les rues du quartier, en chantant « Like a Prayer » devant l’église épiscopale St. Andrew avec Jon Batiste et une petite chorale.

## Réception critique
Madame X a reçu des critiques généralement positives de la part des critiques.
- Sur l’agrégateur de critiques Rotten Tomatoes, Madame X a un taux d’approbation de 67%, basé sur 6 critiques[11].
- Sur Metacritic, qui attribue une note moyenne pondérée, le film a reçu une note moyenne de 62 sur 100, basée sur 4 critiques, indiquant des « critiques généralement favorables »[12].
- Mick LaSalle du San Francisco Chronicle, a fait l’éloge du film pour la capacité de Madonna à se réinventer et à trouver de nouvelles idées, et l’a décrit comme « quelque part entre un succès et un triomphe »[13].
- John DeFore du The Hollywood Reporter, a fait l’éloge de sa variété visuelle, mais a décrit la setlist comme « pondérée vers du matériel moindre »[3].
- Dans une critique négative, Owen Gleiberman de Variety, a critiqué le ton sérieux du film et l’utilisation de chansons de l’album Madame X[14].

## Évènement "Madame Xtra Questions/Réponses"
Le 22 octobre 2021, Madonna télécharge un teaser sur Instagram, de la session de questions-réponses de la première du film.
L’enregistrement de la session de questions-réponses est réalisé par SKNX (Sasha Kasiuha et Nuno Xico), et est sorti sur Paramount+ le 18 novembre 2021. La discussion est assistée par symone et Aquaria, gagnants de RuPaul’s Drag Race.
Le 28 octobre 2021, Madonna a ensuite taquiné une liste d’artistes qui lui ont soumis une série de questions, notamment Lil Wayne, Billie Eilish, Doja Cat, Amy Schumer, Katy Perry, Kim Kardashian, Snoop Dogg, FKA Twigs, Jeremy Scott, Lil Nas X, Ariana Grande ou encore Jimmy Fallon.
Albums de Madonna
Rebel Heart
(2015)
Vidéos par Madonna
Rebel Heart Tour
(2015)
Cet article concerne l'album live. Pour la tournée, voir Madame X Tour.

## Fiche technique
- Producteur : Madonna, Guy Oseary, Arthur Fogel, Sara Zambreno
- Réalisateur : Ricardo Gomes (photographe), SKNX
- Musique : Madonna
- Distributeur : Paramount+, MTV
- Langue : anglais, portugais
- Notes : C’est la première sortie de Madonna avec Warner depuis Sticky & Sweet Tour (2010).

## Plages

### DVD
|  | Titres joués : 1. "Intro" 2. "God Control" 3. "Dark Ballet" 4. "Human Nature" 5. "Vogue" 6. "I Don't Search I Find" 7. "American Life" 8. "Batuka" 9. "Fado Pechincha" (avec Gaspar Varela) 10. "Killers Who Are Partying" 11. "Crazy" 12. "Welcome to My Fado Club" 13. "Medellín 14. "Extreme Occident" 15. "Breathwork" 16. "Frozen" 17. "Come Alive" 18. "Future" 19. "Like a Prayer" 20. "I Rise" |